# Poisenwald

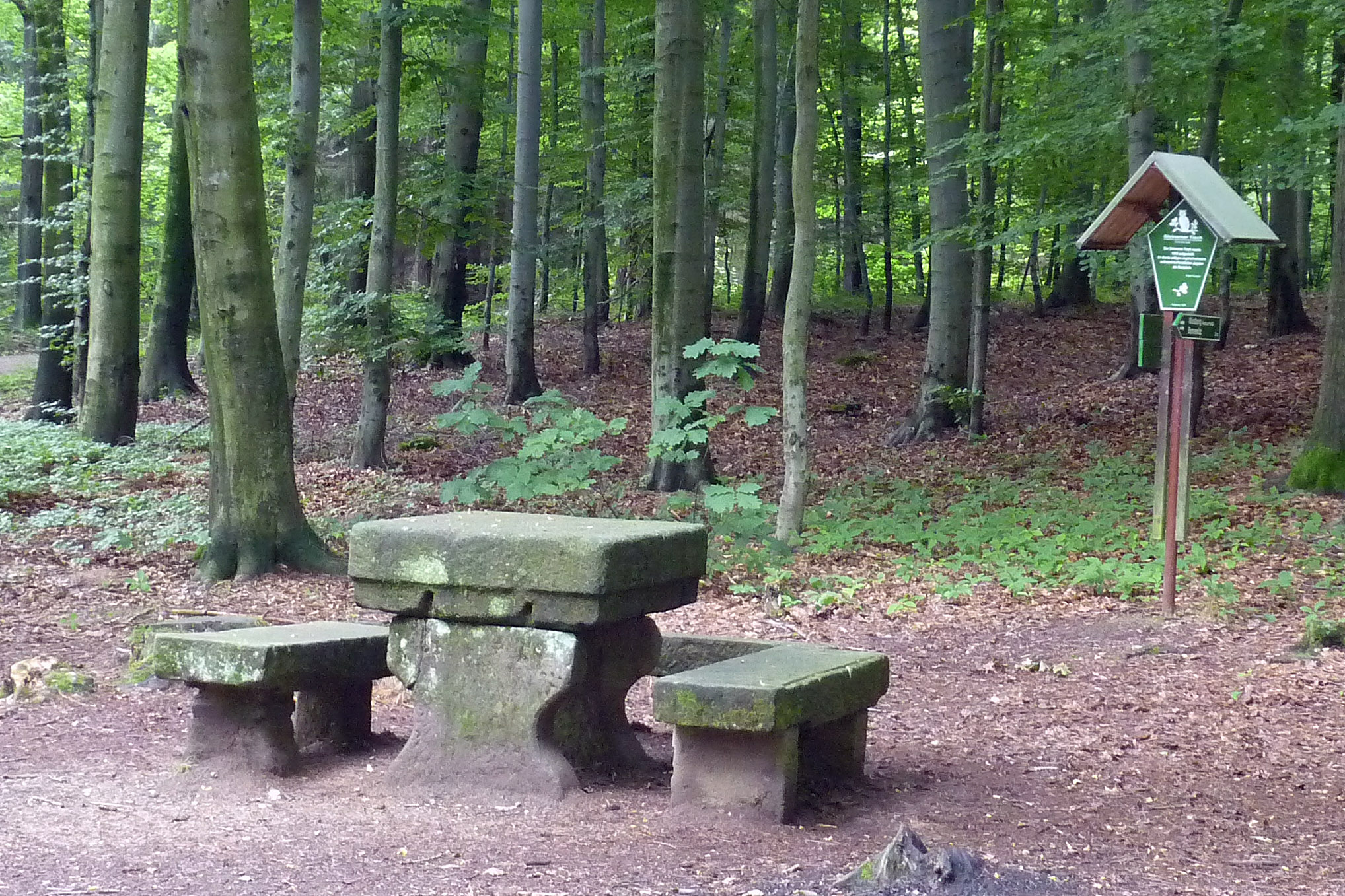
Steinerner Tisch

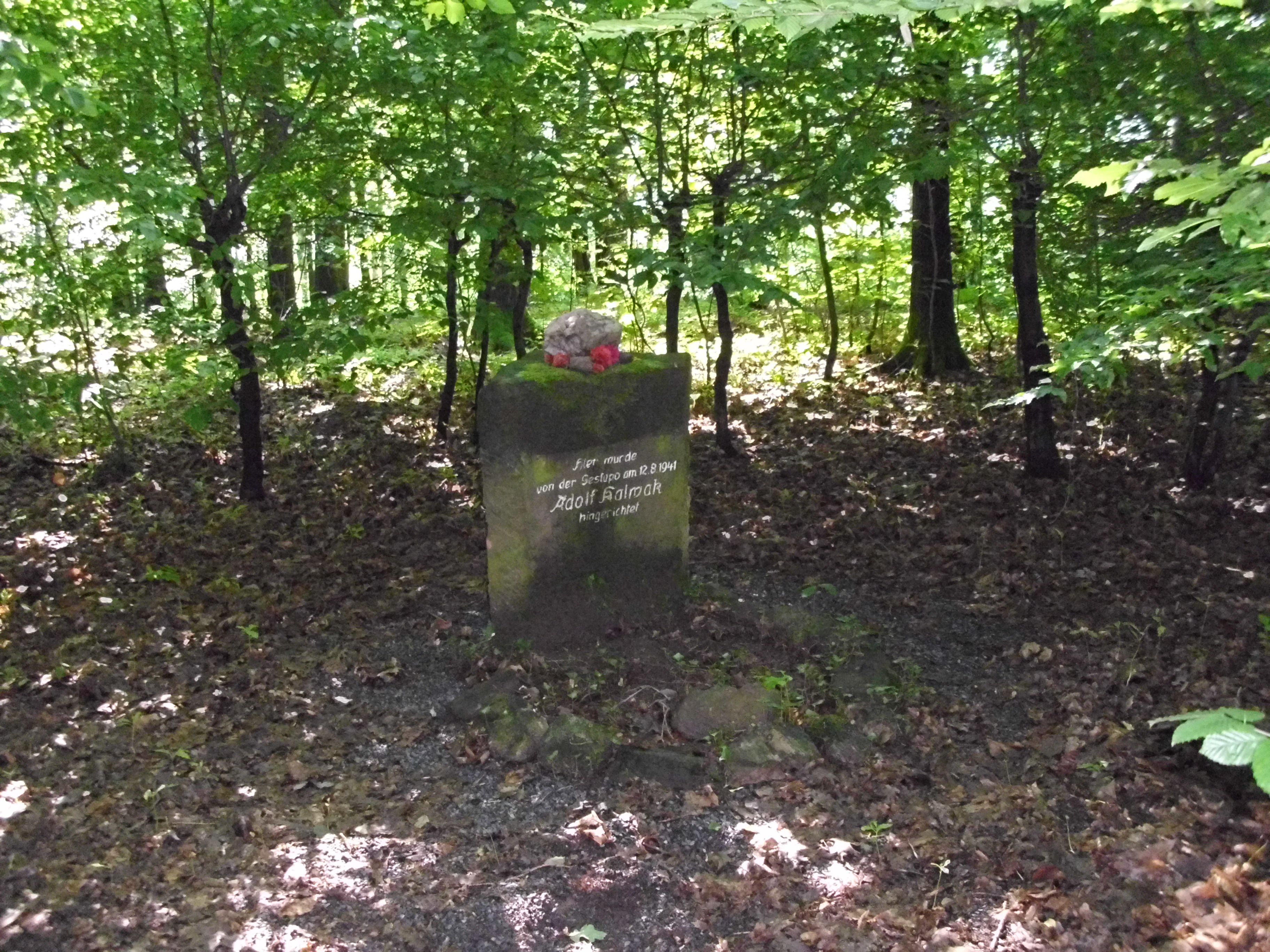
Gedenkstein im Poisenwald

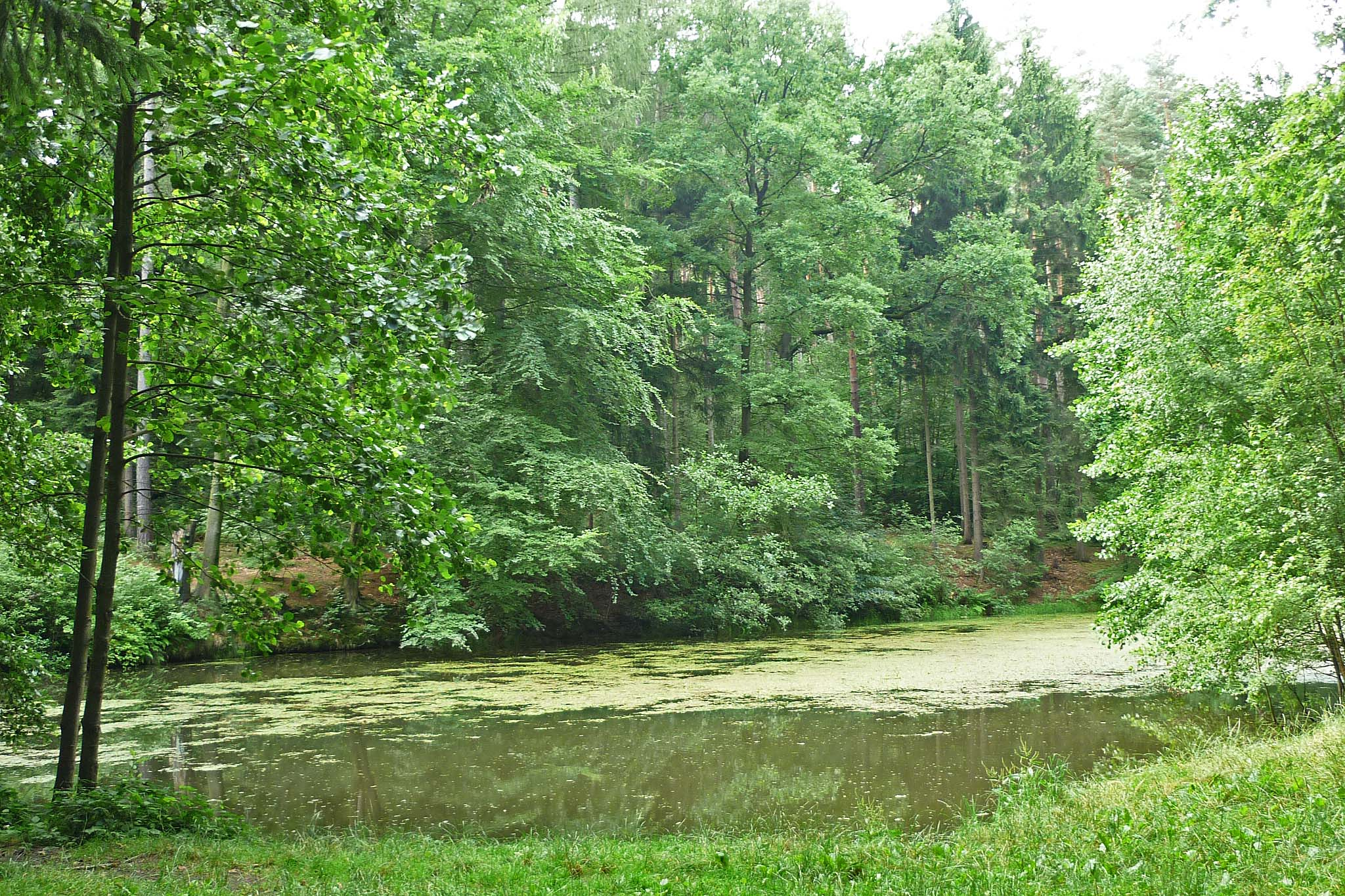
Poisenwald-Teich

Der Poisenwald  ist ein etwa 2,22 km² großes Waldgebiet im Erzgebirgsvorland nordöstlich von Obernaundorf. Es liegt auf dem Territorium der Stadt Rabenau. Angrenzende Ortschaften sind Wilmsdorf im Südosten und Niederhäslich im Norden. Der Poisenwald liegt zwischen 223,5 m ü. NHN und 370 m ü. NHN.
Die Zuständigkeit liegt beim Forstamt in Bärenfels, Eigentümer ist der Freistaat Sachsen.

## Geschichte
Der Markgraf von Meißen, Herzog Georg von Sachsen, belieh Sigmund von Miltitz im Jahre 1501 mit dem „Bößen“. Auf den Karten von Matthias Oeder aus den Jahren 1586/1607 wird der Poisenwald als „Posen“ geschrieben. Bereits im Jahre 1674 wird er „Poisenwald“ genannt.

## Sehenswürdigkeiten
An der Kreuzung Rosenweg/L-Flügel/Flügelweg steht der im Jahre 1692 errichtete Steinerne Tisch, der damals dem König von Sachsen bei der Jagd als Rastplatz diente., 1891 wurde er vom Gebirgsverein Sektion Goldne Höhe wieder hergestellt. Am Marktsteig, nicht weit von den Poisenhäusern, erinnert ein Gedenkstein an den von der Gestapo am 12. August 1941 hingerichteten polnischen Zwangsarbeiter Adolf Kalwac.

## Gewässer
Im Poisenwald entspringen der Fütterungsgraben, der in Richtung Osten mehrere Teiche speist und nahe der Poisentalstraße in den Poisenbach mündet, sowie der Heulborngraben, der nördlich in Niederhäslich in den Poisenbach mündet.
Als problematisch für die Wohnbebauung entlang der Poisentalstraße stellt sich die Entwässerung des nordwestlichen Teiles des Waldes dar. Aufgrund von defekten bzw. sanierungsbedürftigen Wegentwässerungen im Poisenwald kommt es bei Starkregenereignissen zu wiederkehrenden Überschwemmungen der angrenzenden Wohnbebauung sowie Bodenerosion des östlichen Bereiches der angrenzenden Ackerfläche. Im Zuge einer Heckenpflanzung auf der angrenzenden Ackerfläche wurden zudem kleinere Randbereiche nahe des Poisenwaldes in Dauergrünstreifen umgewandelt.

## Wege
Der Rosenweg verläuft nahe den Poisenhäusern von der Straße nach Wilmsdorf zwischen den Quellgebieten des Fütterungsgrabens und dem Heulborngraben parallel zum L-Flügel bis zum Steinernen Tisch. Bereits 1733 wird dieser auf der Karte des Meissner Kreises von Zürner benannt. Der Flügelweg beginnt in Niederhäslich, überquert den Heulborngraben, geht vorbei am Steinernen Tisch, überquert den Fütterungsgraben und den Marktsteig, bis er in Wilmsdorf auf die 1891 erbaute Straße nach Obernaundorf trifft. Der Marktsteig, der von Rabenau über Obernaundorf an den oberen Poisenhäusern in den Wald geht, verläuft vorbei am Adolf-Kalwac-Denkmal, überquert die Schneisen 23 und 22, die Straße nach Wilmsdorf und die Schneisen 20 sowie 21, bis er den Wald an der Poisentalstraße verlässt.
Als Wanderweg ist im Poisenwald besonders der „Freitaler Rundweg Nr. 5“ von Bedeutung, welcher aus Richtung der Poisentalstraße gegenüber der Straße Amselgrund vom Bannewitzer Ortsteil Welschhufe in den Poisenwald mündet. Der Wanderweg verläuft bis zum Steinernen Tisch, biegt dort rechts ab und verläuft bis nach Niederhäslich über den Flügelweg.

## Landschaftsschutz
Der Poisenwald und die angrenzenden landwirtschaftlich genutzten Wiesen sind seit dem 4. Juli 1974 gesetzlich geschütztes Landschaftsschutzgebiet nach § 26 BNatSchG. Es verbindet die Naturräume Windberg und Dippoldiswalder Heide und umfasst eine Gesamtfläche von 254 Hektar.